# Casa Lummis
La Casa Lummis també conegut com El Alisal, és una casa rústica de pedra americana construït per Charles Fletcher Lummis al segle xix. És a prop del Rierol Sec, al nord-est de Los Angeles, Califòrnia del Sud. El nom de la casa significa allisar en espanyol. La propietat fa part de la llista del Registre Nacional de Llocs Històrics.

## Museu
La Casa Lummis és operat per la Societat Històrica de Califòrnia com museu històric. L'exterior de la casa està construït de pedra de rierol. La casa originalment contenia una torre de pedra, sinó que va ser posteriorment demolit. L'interior conté algunes col·leccions d'artefactes, així com còpies de molts llibres. El museu està obert al públic per a visites.